# Sân vận động Thành phố Thể thao Khalifa
Sân vận động Thành phố Thể thao Khalifa, còn được gọi là Sân vận động Isa Town, là một sân vận động đa năng ở Isa Town, Bahrain. Sân hiện được sử dụng chủ yếu cho các trận đấu bóng đá. Sân vận động có sức chứa 15.000 người và được khánh thành vào năm 1968. Sân được cải tạo lần cuối vào năm 2007.

## Cơ sở vật chất
Sân vận động được cải tạo với chi phí 24,4 triệu đô la (9,2 triệu BHD) vào năm 2008, bao gồm lắp đặt mặt sân cỏ tự nhiên và xây dựng khán đài chính mới có sức chứa 3.600 khán giả. Một nhà thi đấu đa năng khác được xây dựng với sức chứa 3.600 khán giả. Nhà thi đấu này có thể tổ chức các trận đấu bóng ném, cầu lông, bóng rổ và bóng chuyền. Một hồ bơi kích thước Olympic với khán đài có sức chứa 500 khán giả cùng với bể lặn sâu 5 mét cũng được xây dựng. Công việc mở rộng được thiết kế bởi Tilke and Partners.

## Lịch sử
Sân vận động đã tổ chức chín trận đấu của Cúp bóng đá vịnh Ả Rập 2013.

## Các trận đấu đáng chú ý
| 23 tháng 3 năm 2015 | Pakistan | 0–0 | Yemen | Isa Town |
|                     |          |     |       | Sân vận động: Sân vận động Thành phố Thể thao Khalifa Lượng khán giả: 2.200 Trọng tài: Ali Sabah Adday Al-Qaysi (Iraq) |

| 29 tháng 3 năm 2022 Giao hữu | Bahrain | 0–1 | Belarus | Isa Town, Bahrain                                     |
|                              |         |     |         | Sân vận động: Sân vận động Thành phố Thể thao Khalifa |